# Ever Bloom
 (mars 2023).
Si vous disposez d'ouvrages ou d'articles de référence ou si vous connaissez des sites web de qualité traitant du thème abordé ici, merci de compléter l'article en donnant les références utiles à sa vérifiabilité et en les liant à la section « Notes et références ».
Ever Bloom est un personnage de fiction et l'un des personnages principaux de la saga littéraire Éternels, écrite par Alyson Noël. La saga qui est constituée de Evermore, Lune bleue, Le Pays des ombres, La Flamme des ténèbres.

## Biographie fictive
Ever Bloom, survivante d'un accident de voiture provoqué par une biche, effrayée par Drina. L'accident tua sa famille dont sa mère, son père, sa petite sœur, Riley et son chien, Caramel. Elle fut hospitalisée depuis plus d'un mois pour fractures, traumatisme crânien, hémorragie interne, plaies et bosses ainsi qu'une coupure au front qui fait office de cicatrice et que Damen a fait disparaître en lui déposant un baiser. En se réveillant à l'hôpital, une infirmière lui posa une question si ça allait et Ever lui dit qu'elle est toute rose. Inquiétée, l'infirmière va chercher un médecin. Après ça, ce fut toute une batterie d'examen des yeux, scanners du cerveaux et d'autres évaluations psychologiques qu'elle a appris à omettre les spirales de couleurs qu'elle voyait. Et puis, elle commença à lire dans les pensées des gens, à connaître leur vie par un simple contact et à recevoir régulièrement la visite de sa petite sœur qu'elle comprit qu'il valait mieux qu'elle se taise. Sa sœur continua malgré tout à lui rendre visite jusqu'à ce qu'une certaine Ava apparaisse lors de la fête Halloween de Sabine et lui fasse comprendre qu'elle aussi voyait sa sœur et qu'il valait mieux qu'elle traverse le pont (voir livre racontant l'histoire de Riley).